# Willi Hoss
Willi Hoss (* 27. April 1929 in Vaals, Niederlande; † 20. Februar 2003 in Stuttgart) war ein deutscher Gewerkschafter und Politiker (KPD/DKP und Bündnis 90/Die Grünen).

## Leben und berufliche Tätigkeit
Hoss wurde in den Niederlanden geboren, wohin seine Eltern, der Bäcker Wilhelm Lambert Hoss und seine niederländische Ehefrau Katharina Emmen, während der Weltwirtschaftskrise 1928 gezogen waren und von wo sie 1937 nach Oberhausen zurückkehrten.
Den achtjährigen Besuch der Volksschule beendete Hoss 1943. Nach dem Ende des Krieges arbeitete er als Landarbeiter. Er trat 1945 in die KPD ein, für die er Anfang der 1950er Jahre als Funktionär tätig wurde. Nach deren Verbot 1956 und einer sechswöchigen Ausbildung als Schweißer arbeitete er ab 1956 in verschiedenen Firmen im Düsseldorfer Raum und ab Oktober 1959 als Hochdruckschweißer bei Daimler-Benz in Untertürkheim. Hoss trat Anfang der 1970er Jahre bei den Betriebsratswahlen mit einer eigenen Liste („Plakat-Gruppe“) an. Daraufhin wurde er wegen „gewerkschaftsschädigender Aktivitäten“ 1972 aus der IG Metall ausgeschlossen. Dagegen protestierten Heinrich Böll und andere Schriftsteller in einen Offenen Brief an den Vorstand der IG Metall.  Dank des Erfolgs seiner Liste war Hoss ab 1972 Mitglied des Betriebsrates, ab 1979 Mitglied des verhandlungsführenden Betriebsausschusses. Bei der Betriebsratswahl 1972 stimmten 28 % der Belegschaft, die zu 92 % in der IG Metall organisiert war,  für die Liste Hoss/Mühleisen.

## Partei
Als Mitglied und Funktionär der KPD besuchte er von 1949 bis 1951 einen Zweijahreskurs an der Parteihochschule Karl Marx in Kleinmachnow bei Berlin. Nach dem Verbot durch das Bundesverfassungsgericht von 1956 bestand die Partei illegal weiter. Für Hoss stand danach „außer Frage, dass ich als Kommunist in die Fabrik gehörte“. Um nicht als Hilfsarbeiter anzufangen, absolvierte er zunächst einen Schweißerlehrgang, bevor er als Arbeiter in verschiedenen Betrieben verdeckte Parteiarbeit, z. B. durch Herstellung und Verteilung von Flugblättern in illegalen Betriebsgruppen, betrieb. Nach zwei Entlassungen im Düsseldorfer Raum bewarb er sich bei Daimler-Benz in Stuttgart, wo er 1959 als Elektroschweißer eingestellt wurde. Mit einer Handvoll „Restkommunisten“ im Betrieb gab er eine illegale KPD-Zeitung heraus.
Obwohl er die von den Politikern der Großen Koalition geduldete Neugründung der DKP 1968 – nach seinen Worten eine „bürokratische Geburt“ – kritisch betrachtete, trat er ihr bei. In der Folge seiner Kritik an der gewaltsamen Beendigung des Prager Frühlings durch sowjetische Truppen schloss ihn die Partei 1970 aus.
1979 gehörte Hoss zu den Mitgründern der Partei Die Grünen. 2001 trat er wegen der Unterstützung der Beteiligung Deutschlands am Afghanistan-Krieg zusammen mit seiner Frau Heidemarie Hoss-Rohweder aus der Partei aus.
Willi Hoss war Mitglied und Förderer der Sozialistischen Jugend Deutschlands – Die Falken in Baden-Württemberg.

## Abgeordneter
Er war von 1983 bis 1985 sowie von 1987 bis 1990 für die Grünen Mitglied des Deutschen Bundestages. Da er den Rotationsbeschluss der Partei, den er abgelehnt hatte, respektierte, schied er 1985 aus dem Bundestag aus, um wieder in seinen Beruf bei Daimler-Benz zurückzukehren.
Vom 15. Januar 1990 bis zum Ende der Legislaturperiode war er einer der drei Sprecher der Bundestagsfraktion Die Grünen.
Bei der Kandidatenaufstellung für die Bundestagswahl 1990 wurde er aufgrund interner Vorabsprachen der Parteiführung nicht wieder berücksichtigt.

## „Ruhestandstätigkeit“
Ab 1991 arbeitete er für Indios im brasilianischen Regenwald. Er rief die Initiative „Armut und Umwelt in Amazonien e. V.“ ins Leben. Bei diesen Projekten hat er mit Daimler-Managern zusammengearbeitet. 1994 gründete er POEMA e. V. Stuttgart als Partner von POEMA Brasil. POEMA wurde mit dem Stuttgarter Friedenspreis 2008 ausgezeichnet.
Ein wichtiges Motto für ihn war Friedrich Hölderlins Satz „Wo aber Gefahr ist, wächst das Rettende auch“.

## Familie

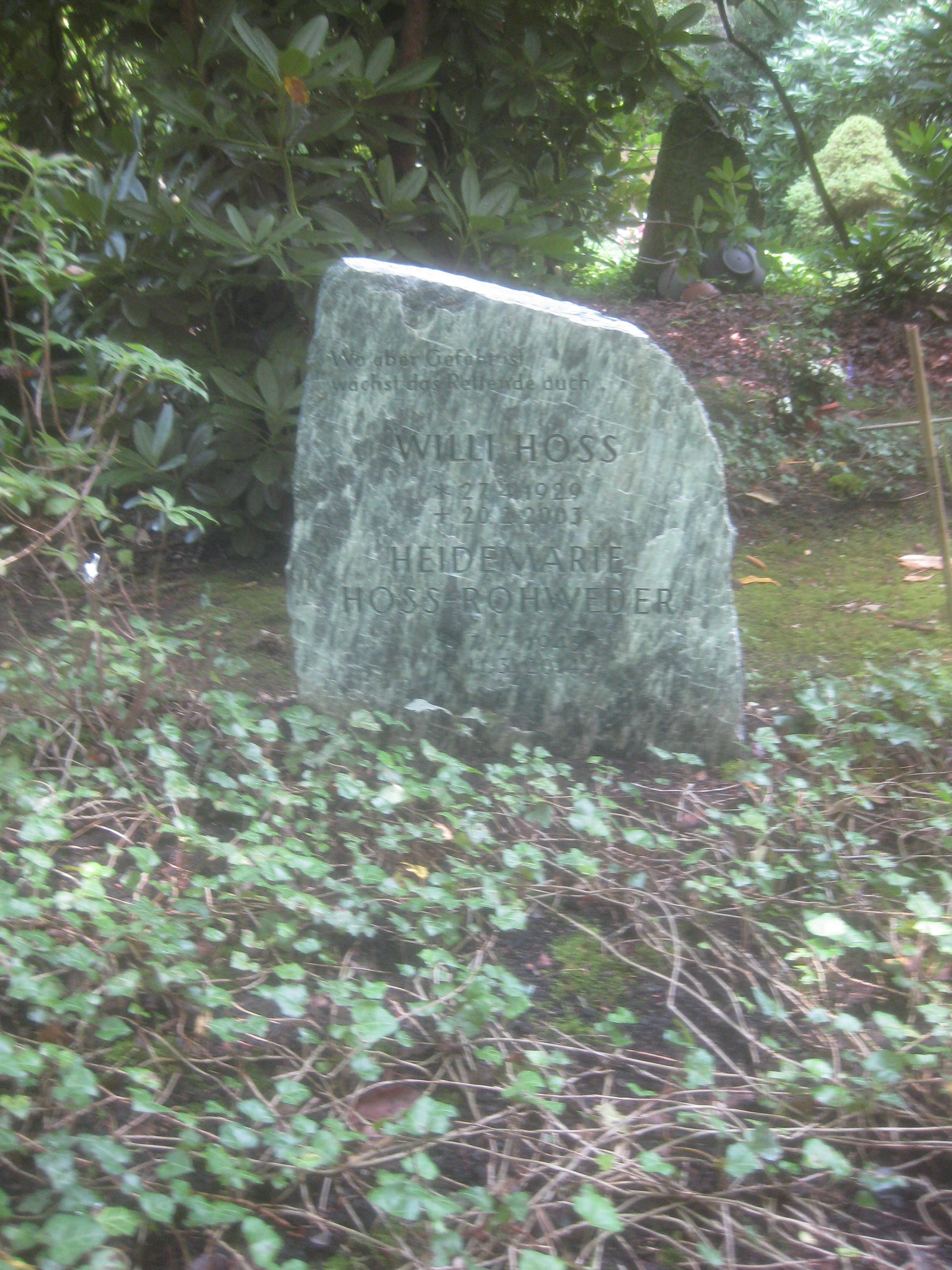
Grab von Willi Hoss und Heidemarie Rohweder auf dem Waldfriedhof Stuttgart

Willi Hoss war zweimal verheiratet und hatte zwei Kinder. Die Schauspielerin Nina Hoss ist seine Tochter aus der Ehe mit der Schauspielerin und Intendantin Heidemarie Hoss-Rohweder.
Sein Grab befindet sich auf dem Waldfriedhof Stuttgart.